# Mnesiades
Mnesiades (altgriechisch Μνεσιάδης) war ein griechischer Töpfer, der um 550 bis 540 v. Chr. in Athen tätig war.
Von ihm ist ein signiertes Werk bekannt, das Fragment einer Hydria in der Sammlung Herbert A. Cahn, Basel Inv. HC 859 (ehemals in Kairo, Sammlung Riaz, z. Zt. Leihgabe im British Museum, London). Es stellt einen Krieger mit Schild im Knielaufschema nach links dar, dahinter die Töpfersignatur „ΜΝΕΣΙΑΔΕΣ ΕΠΟΙΕΣΕΝ“.
Möglicherweise ist auch die retrograde Inschrift „ΜΝΕΣ[…“ als Rest einer weiteren Töpferinschrift des Mnesiades zu ergänzen. Sie findet sich auf dem Fragment einer panathenäischen Preisamphora von der Athener Akropolis (Athen, Nationalmuseum Akr. 921), bemalt in der Art des Princeton-Maler.
Mnesiades stiftete zusammen mit dem Töpfer Andokides eine Bronzestatue auf der Athener Akropolis, deren Basis mit Inschrift erhalten ist (IG² Nr. 627): „Μ]ΝΕΣΙΑΔΕΣ ΚΕΡΑΜΕΥΣ ΜΕ ΚΑΙ ΑΝΔΟΚΙΔΕΣ ΑΝΕΘΕΚΕΝ“. Diese Weihung, eine der wenigen von Töpfern auf der Akropolis, zeigt das hohe Sozialprestige des Töpfers.

## Weblink
- Eintrag zum Fragment  in der Sammlung Herbert A. Cahn, Basel Inv. HC 859 in der Beazley Archive Pottery Database

| Personendaten    | Personendaten          |
| ---------------- | ---------------------- |
| NAME             | Mnesiades              |
| KURZBESCHREIBUNG | griechischer Töpfer    |
| GEBURTSDATUM     | 6. Jahrhundert v. Chr. |
| STERBEDATUM      | 6. Jahrhundert v. Chr. |